# Быстрые шахматы

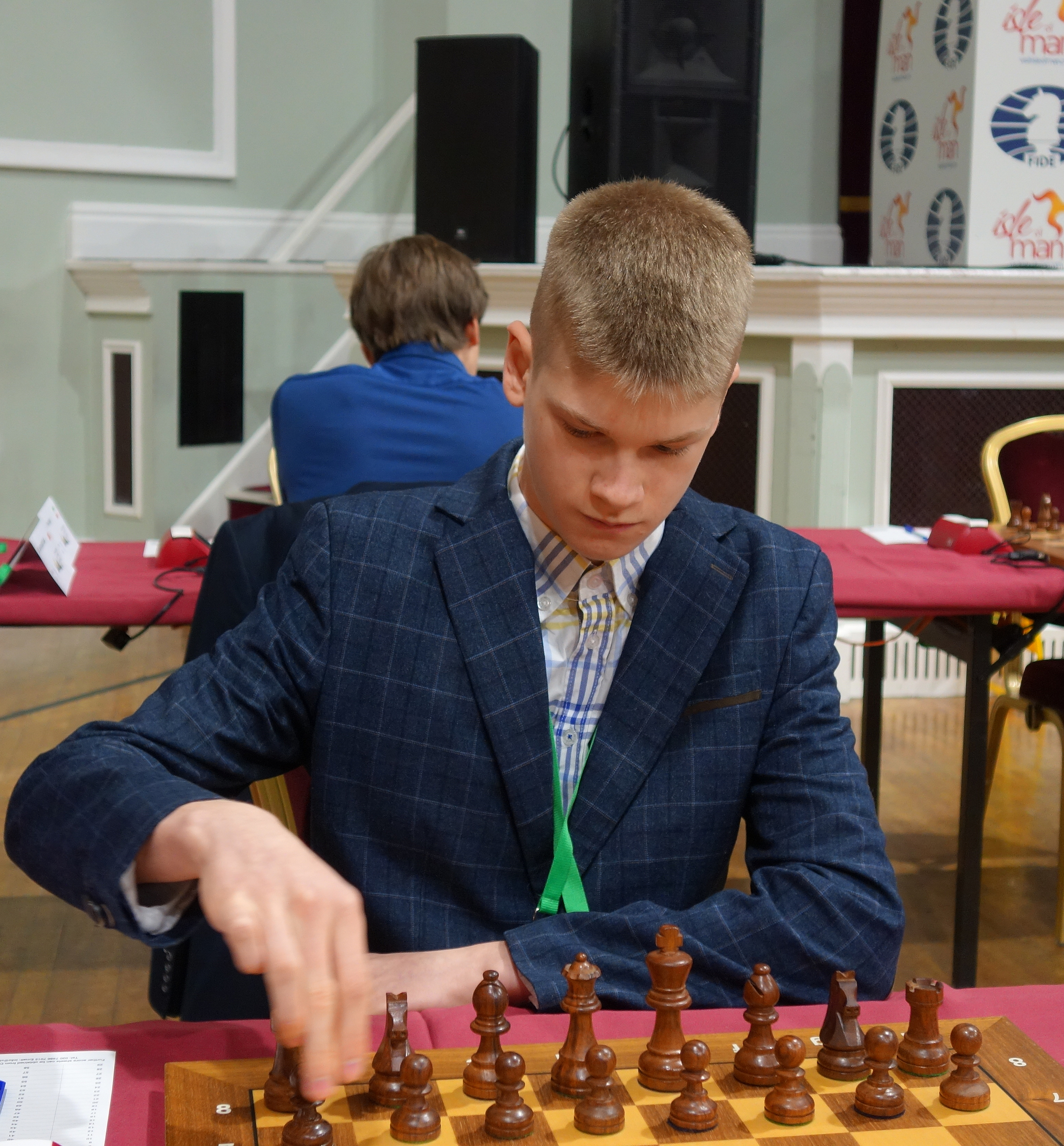
Володар Мурзин — действующий чемпион мира по быстрым шахматам

Бы́стрые или рапи́д шахматы (англ. rapid chess; нем. Schnellschach) — разновидность игры в шахматы с ограничением времени на обдумывание, где каждому игроку на всю партию даётся больше 10 минут, но не больше часа.

## Правила ФИДЕ
Правила быстрых шахмат отличаются от тех, которые применяются в классических шахматах по стандартам ФИДЕ. Существует несколько особенностей:
- Игроки не обязаны записывать ходы, но не теряют своих прав на заявления, основанные, как правило, на записи партии. Игрок может в любой момент попросить арбитра обеспечить его бланком для записи партии, чтобы записывать ходы.
- Штрафы, например за невозможный ход, должны быть равны одной минуте вместо двух.

Наиболее распространен контроль времени 15+10 (15 минут на всю партию, с добавлением 10 секунд после каждого сделанного хода), который в том числе используется на чемпионатах мира по рапиду.

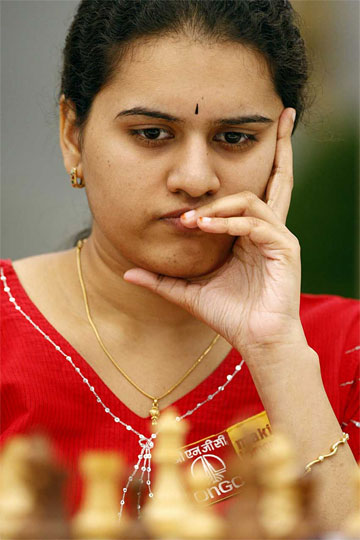
Хампи Конеру — действующая чемпионка мира по быстрым шахматам

## История
В 1861 году впервые был проведён матч с лимитом по времени. Во второй половине 1980-х годов началось регулярное проведение соревнований по быстрым шахматам во всем мире. Кроме фестивальных турниров, прошли официальные турниры на первенство Европы и мира. Дискуссию на первом этапе внедрения данного вида соревнований вызывала терминология, и данная дисциплина называлась то активными, то быстрыми шахматами, то рапидом. В 1980-х годах партии с укороченным контролем времени также начали использоваться для определения сильнейших в матчах отборочного цикла первенства мира при равном счете после основных партий. В 1985 году Генеральная ассамблея FIDE одобрила Правила игры в шахматы с контролем времени по 60 минут на всю партию, а в 1987 году — с контролем времени по 30 минут на всю партию. Данные правила после переработки и дополнения были сведены в единый документ, который был утвержден Генеральной ассамблеей FIDE в Салониках (Греция) в 1988 году, и вновь дополнены Генеральной ассамблеей в Пуэрто-Рико в 1989 году. В 1988 году были проведены первые чемпионаты Европы и мира по активным шахматам.
Первый чемпионат мира по активным шахматам прошел в декабре 1988 года в Масатлане (Мексика). Контроль времени был 30 минут на партию. Ввиду наметившегося на тот момент раскола между орагнизаторами турнира из FIDE и недавно созданной Международной ассоциацией гроссмейстеров в турнире не приняли многие сильнейшие шахматисты мира. В основном турнире по швейцарской системе (13 туров) сыграл 61 шахматист, из числа которых 8 лучших далее провели состязания по олимпийской системе. Результат четвертьфиналов: А. Карпов (СССР) — Р. Джинджихашвили (США) 2½:1½, Я. Эльвест (СССР) — М. Длуги (США) 2½:1½, В. Тукмаков (СССР) — Р. Ваганян (СССР) 2½:½, В. Гавриков (СССР) — Г. Каллаи (Венгрия) 2½:1½. В полуфиналах А. Карпов победил Я. Эльвеста 2½:½, а В. Гавриков победил В. Тукмакова 2½:1½,. В финальном матче после 8 упорных поединков счет был равным 4:4, а последующие 2 партии также не выявили сильнейшего — 1:1, однако имевший по результатам основного турнира лучшие дополнительные показатели А. Карпов был объявлен чемпионом.
Примерно в те же сроки, в декабре 1988 года в Мадриде состоялся матч по шевенингенской системе между командой советских гроссмейстеров и сборной остального мира (контроль времени — по 25 минут на партию), в которой советские шахматисты одержали победу 32½:31½. В их составе выступали Г. Каспаров, А. Белявский, М. Гуревич, А. Соколов, Л. Псахис, А. Чернин, С. Долматов, З. Азмайпарашвили. Команду соперников представляли Л. Любоевич (Югославия), В. Корчной (Швейцария), У. Андерссон (Швеция), Д. Спилмен (Англия), Л. Портиш (Венгрия), Й. Хьяртарсон (Исландия), Х. Ногейрас (Аргентина), М. Ильескас (Испания). Лучшими в своих командах стали Г. Каспаров, М. Гуревич и В. Корчной, набравшие по 5½ очков из 8.
Планировавшийся к проведению в декабре 1989 года второй чемпионат мира по быстрым шахматам не состоялся.
В 1988 году Уолтер Браун основал Всемирную ассоциацию быстрых шахмат и журнал «Быстрые шахматы», закрывшийся в 2003 году. Быстрые шахматы назывались ФИДЕ активными шахматами в период с 1987 по 1989 год.
С 01.07.2012 ФИДЕ начала публикацию рейтинг-листов по быстрым шахматам и блицу.

## Чемпионы мира по быстрым шахматам

### Открытый турнир
| #  | Год  | Имя                   | Страна      | Ист.   |
| -- | ---- | --------------------- | ----------- | ------ |
| 1  | 1988 | Анатолий Карпов       | СССР        | [ 7 ]  |
| 2  | 2001 | Гарри Каспаров        | Россия      | [ 8 ]  |
| 3  | 2003 | Вишванатан Ананд      | Индия       | [ 9 ]  |
| 4  | 2009 | Левон Аронян          | Армения     | [ 10 ] |
| 5  | 2010 | Гата Камский          | США         | [ 11 ] |
| 6  | 2012 | Сергей Карякин        | Россия      | [ 12 ] |
| 7  | 2013 | Шахрияр Мамедьяров    | Азербайджан | [ 13 ] |
| 8  | 2014 | Магнус Карлсен        | Норвегия    | [ 14 ] |
| 9  | 2015 | Магнус Карлсен        | Норвегия    | [ 15 ] |
| 10 | 2016 | Василий Иванчук       | Украина     | [ 16 ] |
| 11 | 2017 | Вишванатан Ананд      | Индия       | [ 17 ] |
| 12 | 2018 | Даниил Дубов          | Россия      | [ 18 ] |
| 13 | 2019 | Магнус Карлсен        | Норвегия    | [ 19 ] |
| 14 | 2021 | Нодирбек Абдусатторов | Узбекистан  | [ 20 ] |
| 15 | 2022 | Магнус Карлсен        | Норвегия    | [ 21 ] |
| 16 | 2023 | Магнус Карлсен        | Норвегия    | [ 22 ] |
| 17 | 2024 | Володар Мурзин        | Россия      | [ 23 ] |

### Женский турнир
| #  | Год  | Имя                 | Страна   | Ист.   |
| -- | ---- | ------------------- | -------- | ------ |
| 1  | 2012 | Антоанета Стефанова | Болгария | [ 24 ] |
| 2  | 2014 | Катерина Лагно      | Украина  | [ 25 ] |
| 3  | 2016 | Анна Музычук        | Украина  | [ 26 ] |
| 4  | 2017 | Цзюй Вэньцзюнь      | Китай    | [ 27 ] |
| 5  | 2018 | Цзюй Вэньцзюнь      | Китай    | [ 28 ] |
| 6  | 2019 | Хампи Конеру        | Индия    | [ 29 ] |
| 7  | 2021 | Александра Костенюк | Россия   | [ 30 ] |
| 8  | 2022 | Тань Чжунъи         | Китай    | [ 31 ] |
| 9  | 2023 | Анастасия Боднарук  | Россия   | [ 32 ] |
| 10 | 2024 | Хампи Конеру        | Индия    | [ 33 ] |

## Чемпионы Европы по быстрым шахматам

### Открытый турнир
| # | Год  | Имя                 | Страна   | Ист.   |
| - | ---- | ------------------- | -------- | ------ |
| 1 | 2015 | Иван Попов          | Россия   | [ 34 ] |
| 2 | 2016 | Александр Рязанцев  | Россия   | [ 35 ] |
| 3 | 2017 | Максим Вавулин      | Россия   | [ 36 ] |
| 4 | 2018 | Валерий Попов       | Россия   | [ 37 ] |
| 5 | 2019 | Габриэл Саркисян    | Армения  | [ 38 ] |
| 6 | 2021 | Александр Мотылев   | Россия   | [ 39 ] |
| 7 | 2022 | Хайме Сантос Латаса | Испания  | [ 40 ] |
| 8 | 2023 | Алексей Сарана      | Сербия   | [ 41 ] |
| 9 | 2024 | Владимир Федосеев   | Словения | [ 42 ] |

### Женский турнир
| # | Год  | Имя                    | Страна    | Ист.   |
| - | ---- | ---------------------- | --------- | ------ |
| 1 | 2015 | Александра Костенюк    | Россия    | [ 43 ] |
| 2 | 2016 | Анна Ушенина           | Украина   | [ 44 ] |
| 3 | 2017 | Анна Музычук           | Украина   | [ 45 ] |
| 4 | 2018 | Элизабет Петц          | Германия  | [ 46 ] |
| 5 | 2019 | Александра Костенюк    | Россия    | [ 47 ] |
| 6 | 2021 | Алиция Сливицкая       | Польша    | [ 39 ] |
| 7 | 2022 | Александра Мальцевская | Польша    | [ 40 ] |
| 8 | 2023 | Александра Костенюк    | Швейцария | [ 48 ] |